# Vordere Brandjochspitze

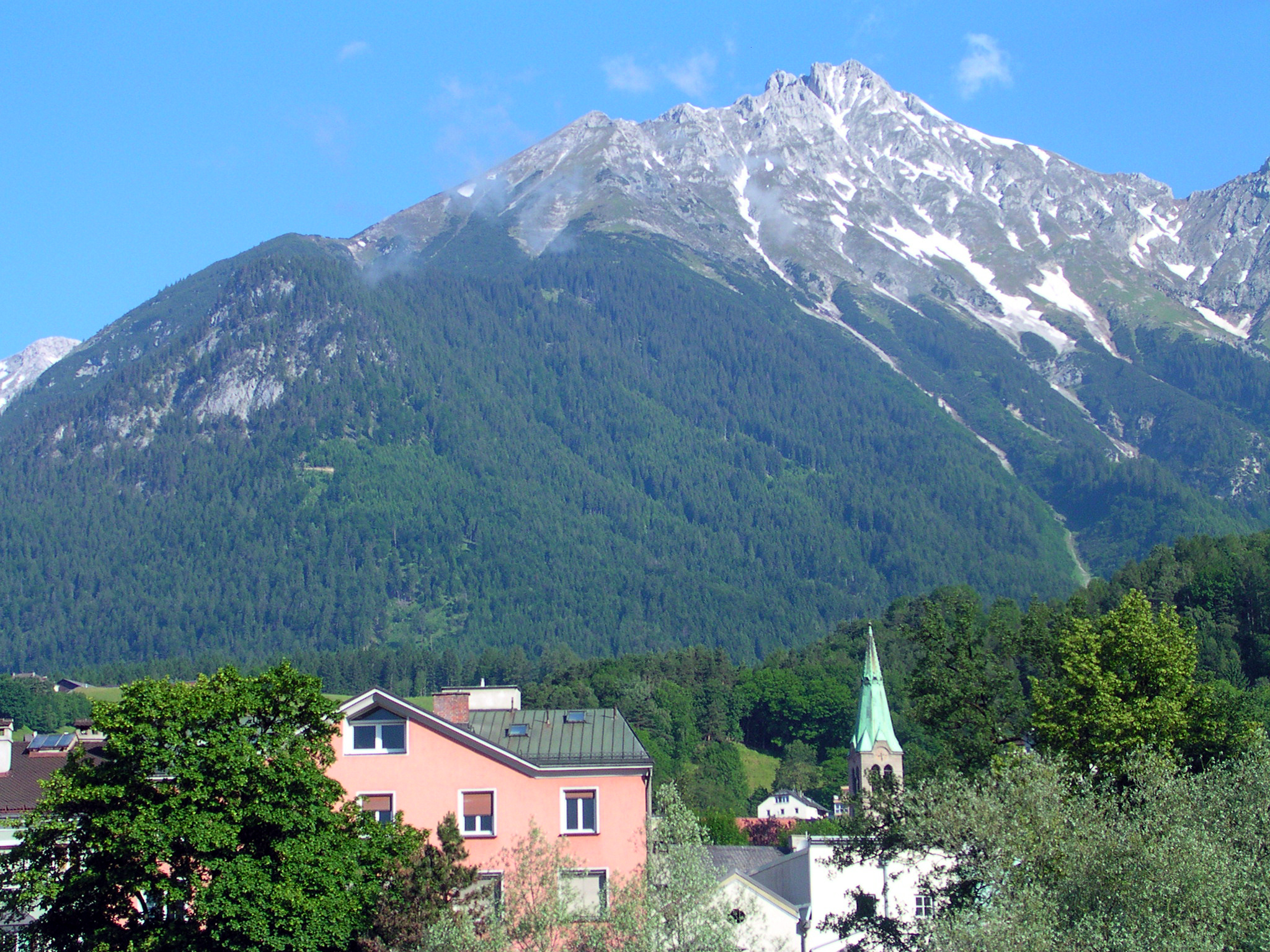
De Vordere Brandjochspitze vanuit Innsbruck

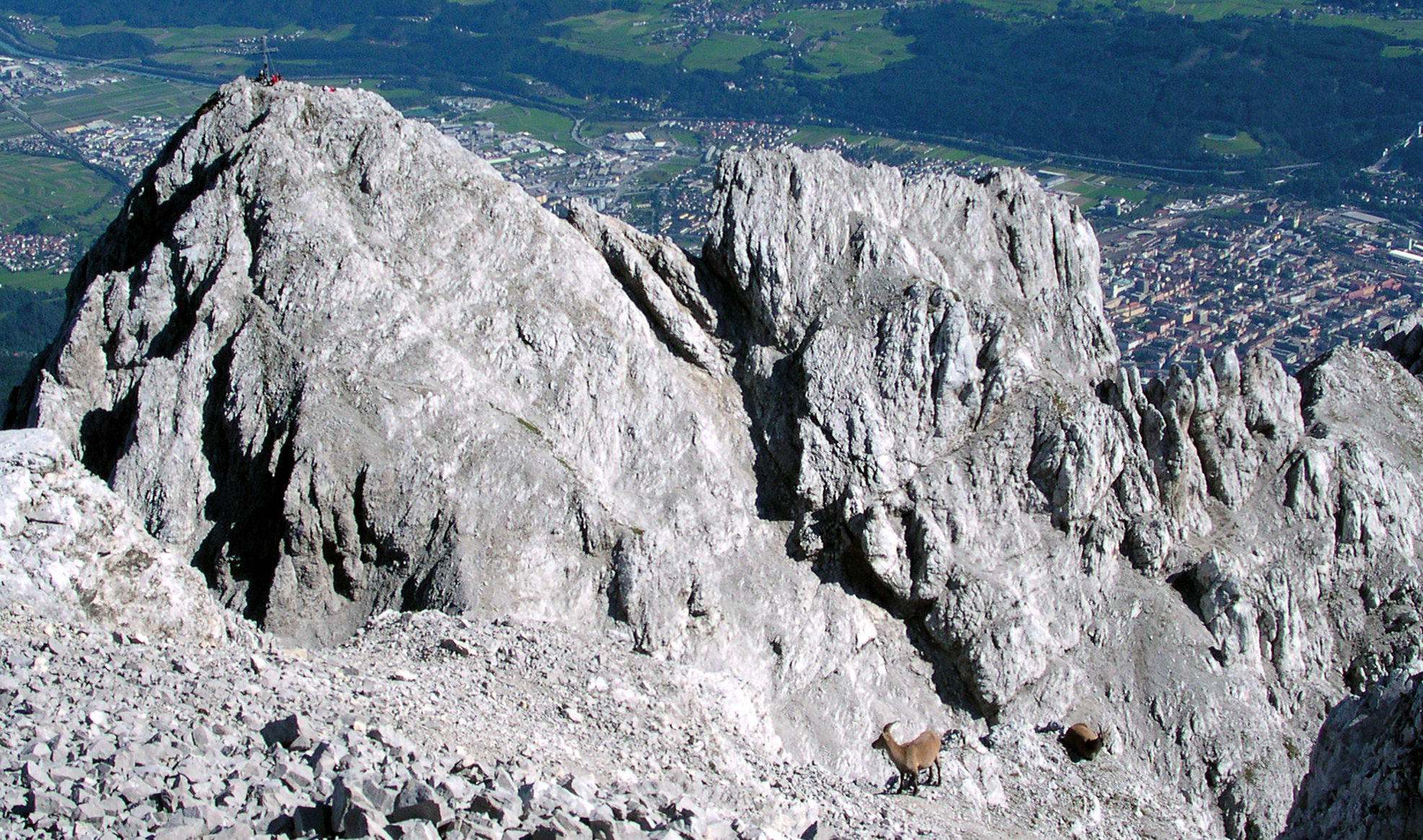
De Vordere Brandjochspitze vanaf de Hintere Brandjochspitze. Op de voorgrond twee jonge steenbokken

De Vordere Brandjochspitze is met 2559 meter hoogte een van de belangrijkste bergtoppen in de ten noorden van Innsbruck gelegen Noordketen van het Karwendelgebergte in de Oostenrijkse deelstaat Tirol.
Vlak in de buurt van de top ligt de Hintere Brandjochspitze, die veertig meter boven de Vordere Brandjochspitze uitsteekt.
Vanuit Innsbruck is de top in een dagtocht te bereiken. Dit vereist wel enige conditie, omdat vanaf het stadsgebied tot aan de top 2000 hoogtemeters moeten worden overwonnen. Tot aan de Höttinger Alm (1487 meter) kan gebruikgemaakt worden van een mountainbike. Vandaaruit loopt een route naar de Frau Hitt-Sattel (2235 meter), vanwaar een met stalen kabels beveiligde route naar de top van de Vordere Brandjochspitze voert.
Ook vanuit Scharnitz kan de bergtop worden beklommen. De Frau Hitt-Sattel kan dan via de Möslalm in het Gleirschtal worden bereikt.